# NSWRL 1911/Ergebnisse
Diese Liste enthält die Ergebnisse der regulären Saison der NSWRL 1911. Die reguläre Saison startete am 29. April und endete am 26. August. Sie umfasste 14 Runden.

## Runde 1
| 29. April 14:00 | Glebe         | 8 : 0 | Western Suburbs Magpies | Sydney Sports Ground, Sydney Zuschauer: 5.000 Schiedsrichter: A. Ballerum |
| 29. April 14:00 | (6:0) Bericht |       |                         | Sydney Sports Ground, Sydney Zuschauer: 5.000 Schiedsrichter: A. Ballerum |

| 29. April 15:15 | Annandale      | 3 : 30 | Eastern Suburbs | Royal Agricultural Society Showground, Sydney Zuschauer: 2.000 Schiedsrichter: Bill Finegan |
| 29. April 15:15 | (0:13) Bericht |        |                 | Royal Agricultural Society Showground, Sydney Zuschauer: 2.000 Schiedsrichter: Bill Finegan |

| 29. April 15:15 | Newtown Jets  | 16 : 3 | Balmain Tigers | Metters Sports Ground, Sydney Zuschauer: 12.000 Schiedsrichter: Tom McMahon Sr. |
| 29. April 15:15 | (3:3) Bericht |        |                | Metters Sports Ground, Sydney Zuschauer: 12.000 Schiedsrichter: Tom McMahon Sr. |

| 29. April 15:15 | South Sydney Rabbitohs | 25 : 5 | North Sydney Bears | Sydney Sports Ground, Sydney Zuschauer: 5.000 Schiedsrichter: Laurie Kearney |
| 29. April 15:15 | (15:0) Bericht         |        |                    | Sydney Sports Ground, Sydney Zuschauer: 5.000 Schiedsrichter: Laurie Kearney |

## Runde 2
| 6. Mai 15:15 | Balmain Tigers | 8 : 13 | Annandale | Birchgrove Oval, Sydney Zuschauer: 2.000 Schiedsrichter: Bill Finegan |
| 6. Mai 15:15 | (3:8) Bericht  |        |           | Birchgrove Oval, Sydney Zuschauer: 2.000 Schiedsrichter: Bill Finegan |

| 6. Mai 15:15 | Eastern Suburbs | 22 : 9 | North Sydney Bears | Sydney Sports Ground, Sydney Zuschauer: 5.000 Schiedsrichter: Tom McMahon Sr. |
| 6. Mai 15:15 | (10:7) Bericht  |        |                    | Sydney Sports Ground, Sydney Zuschauer: 5.000 Schiedsrichter: Tom McMahon Sr. |

| 6. Mai 15:15 | Glebe         | 7 : 11 | South Sydney Rabbitohs | Wentworth Park, Sydney Zuschauer: 10.000 Schiedsrichter: Laurie Kearney |
| 6. Mai 15:15 | (2:6) Bericht |        |                        | Wentworth Park, Sydney Zuschauer: 10.000 Schiedsrichter: Laurie Kearney |

| 6. Mai 15:15 | Newtown Jets   | 25 : 2 | Western Suburbs Magpies | Metters Sports Ground, Sydney Zuschauer: 3.000 Schiedsrichter: A. Ballerum |
| 6. Mai 15:15 | (12:0) Bericht |        |                         | Metters Sports Ground, Sydney Zuschauer: 3.000 Schiedsrichter: A. Ballerum |

## Runde 3
| 13. Mai 15:15 | Annandale     | 5 : 2 | Western Suburbs Magpies | St Luke’s Park, Sydney Schiedsrichter: Bill Finegan |
| 13. Mai 15:15 | (3:0) Bericht |       |                         | St Luke’s Park, Sydney Schiedsrichter: Bill Finegan |

| 13. Mai 15:15 | Glebe         | 8 : 0 | Eastern Suburbs | Wentworth Park, Sydney Zuschauer: 4.000 Schiedsrichter: Laurie Kearney |
| 13. Mai 15:15 | (5:0) Bericht |       |                 | Wentworth Park, Sydney Zuschauer: 4.000 Schiedsrichter: Laurie Kearney |

| 13. Mai 15:15 | Newtown Jets  | 7 : 7 | South Sydney Rabbitohs | Royal Agricultural Society Showground, Sydney Zuschauer: 15.000 Schiedsrichter: Tom McMahon Sr. |
| 13. Mai 15:15 | (0:0) Bericht |       |                        | Royal Agricultural Society Showground, Sydney Zuschauer: 15.000 Schiedsrichter: Tom McMahon Sr. |

| 13. Mai 15:15 | North Sydney Bears | 30 : 14 | Balmain Tigers | North Sydney Oval, Sydney Zuschauer: 4.000 Schiedsrichter: E. Shaw |
| 13. Mai 15:15 | (19:12) Bericht    |         |                | North Sydney Oval, Sydney Zuschauer: 4.000 Schiedsrichter: E. Shaw |

## Runde 4
| 20. Mai 15:15 | Annandale      | 14 : 30 | South Sydney Rabbitohs | Wentworth Park, Sydney Zuschauer: 3.000 Schiedsrichter: Bill Finegan |
| 20. Mai 15:15 | (6:11) Bericht |         |                        | Wentworth Park, Sydney Zuschauer: 3.000 Schiedsrichter: Bill Finegan |

| 20. Mai 15:15 | Balmain Tigers | 8 : 19 | Glebe | Birchgrove Oval, Sydney Zuschauer: 5.000 Schiedsrichter: Tom McMahon Sr. |
| 20. Mai 15:15 | (3:8) Bericht  |        |       | Birchgrove Oval, Sydney Zuschauer: 5.000 Schiedsrichter: Tom McMahon Sr. |

| 20. Mai 15:15 | Eastern Suburbs | 7 : 16 | Newtown Jets | Sydney Sports Ground, Sydney Zuschauer: 15.000 Schiedsrichter: Laurie Kearney |
| 20. Mai 15:15 | (4:3) Bericht   |        |              | Sydney Sports Ground, Sydney Zuschauer: 15.000 Schiedsrichter: Laurie Kearney |

| 20. Mai 15:15 | North Sydney Bears | 13 : 14 | Western Suburbs Magpies | North Sydney Oval, Sydney Zuschauer: 3.500 Schiedsrichter: E. Shaw |
| 20. Mai 15:15 | (5:2) Bericht      |         |                         | North Sydney Oval, Sydney Zuschauer: 3.500 Schiedsrichter: E. Shaw |

## Runde 5
| 27. Mai 15:15 | Eastern Suburbs | 16 : 11 | Balmain Tigers | Sydney Sports Ground, Sydney Zuschauer: 3.000 Schiedsrichter: Bill Finegan |
| 27. Mai 15:15 | (13:2) Bericht  |         |                | Sydney Sports Ground, Sydney Zuschauer: 3.000 Schiedsrichter: Bill Finegan |

| 27. Mai 15:15 | Glebe         | 13 : 0 | Newtown Jets | Wentworth Park, Sydney Zuschauer: 10.000 Schiedsrichter: Laurie Kearney |
| 27. Mai 15:15 | (8:0) Bericht |        |              | Wentworth Park, Sydney Zuschauer: 10.000 Schiedsrichter: Laurie Kearney |

| 27. Mai 15:15 | North Sydney Bears | 2 : 2 | Annandale | North Sydney Oval, Sydney Zuschauer: 1.000 Schiedsrichter: Arthur Welch |
| 27. Mai 15:15 | (2:2) Bericht      |       |           | North Sydney Oval, Sydney Zuschauer: 1.000 Schiedsrichter: Arthur Welch |

| 27. Mai 15:15 | South Sydney Rabbitohs | 13 : 8 | Western Suburbs Magpies | Metters Sports Ground, Sydney Zuschauer: 1.000 Schiedsrichter: Tom McMahon Sr. |
| 27. Mai 15:15 | (5:5) Bericht          |        |                         | Metters Sports Ground, Sydney Zuschauer: 1.000 Schiedsrichter: Tom McMahon Sr. |

## Runde 6
| 17. Juni 15:15 | Eastern Suburbs | 22 : 15 | Western Suburbs Magpies | Sydney Sports Ground, Sydney Zuschauer: 3.000 Schiedsrichter: George Seabrook |
| 17. Juni 15:15 | (7:5) Bericht   |         |                         | Sydney Sports Ground, Sydney Zuschauer: 3.000 Schiedsrichter: George Seabrook |

| 17. Juni 15:15 | Glebe         | 19 : 10 | Annandale | Wentworth Park, Sydney Zuschauer: 3.000 Schiedsrichter: Tom McMahon Sr. |
| 17. Juni 15:15 | (9:3) Bericht |         |           | Wentworth Park, Sydney Zuschauer: 3.000 Schiedsrichter: Tom McMahon Sr. |

| 17. Juni 15:15 | Newtown Jets   | 15 : 2 | North Sydney Bears | Metters Sports Ground, Sydney Zuschauer: 4.000 Schiedsrichter: Arthur Farrow |
| 17. Juni 15:15 | (10:2) Bericht |        |                    | Metters Sports Ground, Sydney Zuschauer: 4.000 Schiedsrichter: Arthur Farrow |

| 17. Juni 15:15 | South Sydney Rabbitohs | 24 : 10 | Balmain Tigers | Royal Agricultural Society Showground, Sydney Zuschauer: 5.000 Schiedsrichter: Laurie Kearney |
| 17. Juni 15:15 | Bericht                |         |                | Royal Agricultural Society Showground, Sydney Zuschauer: 5.000 Schiedsrichter: Laurie Kearney |

## Runde 7
| 1. Juli 15:15 | Balmain Tigers | 18 : 10 | Western Suburbs Magpies | Birchgrove Oval, Sydney Zuschauer: 3.000 Schiedsrichter: Arthur Farrow |
| 1. Juli 15:15 | (7:5) Bericht  |         |                         | Birchgrove Oval, Sydney Zuschauer: 3.000 Schiedsrichter: Arthur Farrow |

| 1. Juli 15:15 | Eastern Suburbs | 8 : 12 | South Sydney Rabbitohs | Sydney Sports Ground, Sydney Zuschauer: 10.000 Schiedsrichter: Tom McMahon Sr. |
| 1. Juli 15:15 | (4:3) Bericht   |        |                        | Sydney Sports Ground, Sydney Zuschauer: 10.000 Schiedsrichter: Tom McMahon Sr. |

| 1. Juli 15:15 | Newtown Jets  | 3 : 6 | Annandale | Wentworth Park, Sydney Zuschauer: 1.500 Schiedsrichter: Bill Finegan |
| 1. Juli 15:15 | (0:6) Bericht |       |           | Wentworth Park, Sydney Zuschauer: 1.500 Schiedsrichter: Bill Finegan |

| 1. Juli 15:15 | North Sydney Bears | 20 : 17 | Glebe | North Sydney Oval, Sydney Zuschauer: 5.000 Schiedsrichter: E. Shaw |
| 1. Juli 15:15 | (15:4) Bericht     |         |       | North Sydney Oval, Sydney Zuschauer: 5.000 Schiedsrichter: E. Shaw |

## Runde 8
| 8. Juli 15:15 | Annandale     | 5 : 26 | Glebe | Wentworth Park, Sydney Zuschauer: 2.000 Schiedsrichter: E. Shaw |
| 8. Juli 15:15 | (3:8) Bericht |        |       | Wentworth Park, Sydney Zuschauer: 2.000 Schiedsrichter: E. Shaw |

| 8. Juli 15:15 | Balmain Tigers | 7 : 29 | Eastern Suburbs | Birchgrove Oval, Sydney Zuschauer: 4.000 Schiedsrichter: Bill Finegan |
| 8. Juli 15:15 | (2:15) Bericht |        |                 | Birchgrove Oval, Sydney Zuschauer: 4.000 Schiedsrichter: Bill Finegan |

| 8. Juli 15:15 | North Sydney Bears | 11 : 2 | Western Suburbs Magpies | North Sydney Oval, Sydney Zuschauer: 2.500 Schiedsrichter: A. Ballerum |
| 8. Juli 15:15 | (8:0) Bericht      |        |                         | North Sydney Oval, Sydney Zuschauer: 2.500 Schiedsrichter: A. Ballerum |

| 8. Juli 15:15 | South Sydney Rabbitohs | 3 : 3 | Newtown Jets | Royal Agricultural Society Showground, Sydney Zuschauer: 18.000 Schiedsrichter: Laurie Kearney |
| 8. Juli 15:15 | (0:0) Bericht          |       |              | Royal Agricultural Society Showground, Sydney Zuschauer: 18.000 Schiedsrichter: Laurie Kearney |

## Runde 9
| 22. Juli 15:15 | Balmain Tigers | 7 : 16 | Newtown Jets | Birchgrove Oval, Sydney Zuschauer: 2.000 Schiedsrichter: Laurie Kearney |
| 22. Juli 15:15 | (7:7) Bericht  |        |              | Birchgrove Oval, Sydney Zuschauer: 2.000 Schiedsrichter: Laurie Kearney |

| 22. Juli 15:15 | Eastern Suburbs | 8 : 8 | Western Suburbs Magpies | Royal Agricultural Society Showground, Sydney Zuschauer: 2.000 Schiedsrichter: Bill Finegan |
| 22. Juli 15:15 | (5:3) Bericht   |       |                         | Royal Agricultural Society Showground, Sydney Zuschauer: 2.000 Schiedsrichter: Bill Finegan |

| 22. Juli 15:15 | Glebe          | 24 : 6 | North Sydney Bears | Wentworth Park, Sydney Zuschauer: 6.000 Schiedsrichter: Tom McMahon Sr. |
| 22. Juli 15:15 | (16:0) Bericht |        |                    | Wentworth Park, Sydney Zuschauer: 6.000 Schiedsrichter: Tom McMahon Sr. |

| 22. Juli 15:15 | South Sydney Rabbitohs | 8 : 0 | Annandale | Sydney Sports Ground, Sydney Zuschauer: 3.000 Schiedsrichter: A. Ballerum |
| 22. Juli 15:15 | (0:0) Bericht          |       |           | Sydney Sports Ground, Sydney Zuschauer: 3.000 Schiedsrichter: A. Ballerum |

## Runde 10
| 29. Juli 15:15 | Annandale      | 31 : 11 | North Sydney Bears | Wentworth Park, Sydney Schiedsrichter: A. Norton |
| 29. Juli 15:15 | (16:8) Bericht |         |                    | Wentworth Park, Sydney Schiedsrichter: A. Norton |

| 29. Juli 15:15 | Balmain Tigers | 11 : 21 | Western Suburbs Magpies | Birchgrove Oval, Sydney Zuschauer: 3.000 Schiedsrichter: Bill Finegan |
| 29. Juli 15:15 | (5:9) Bericht  |         |                         | Birchgrove Oval, Sydney Zuschauer: 3.000 Schiedsrichter: Bill Finegan |

| 29. Juli 15:15 | Newtown Jets  | 13 : 13 | Eastern Suburbs | Royal Agricultural Society Showground, Sydney Zuschauer: 1.000 Schiedsrichter: Tom McMahon Sr. |
| 29. Juli 15:15 | (3:6) Bericht |         |                 | Royal Agricultural Society Showground, Sydney Zuschauer: 1.000 Schiedsrichter: Tom McMahon Sr. |

| 29. Juli 15:15 | South Sydney Rabbitohs | 5 : 9 | Glebe | Sydney Sports Ground, Sydney Zuschauer: 16.000 Schiedsrichter: Laurie Kearney |
| 29. Juli 15:15 | (3:3) Bericht          |       |       | Sydney Sports Ground, Sydney Zuschauer: 16.000 Schiedsrichter: Laurie Kearney |

## Runde 11
| 5. August 15:15 | Annandale      | 3 : 13 | Western Suburbs Magpies | Wentworth Park, Sydney Zuschauer: 1.000 Schiedsrichter: A. Ballerum |
| 5. August 15:15 | (3:13) Bericht |        |                         | Wentworth Park, Sydney Zuschauer: 1.000 Schiedsrichter: A. Ballerum |

| 5. August 15:15 | Balmain Tigers | 15 : 6 | North Sydney Bears | Birchgrove Oval, Sydney Zuschauer: 400 Schiedsrichter: Lance Hansen |
| 5. August 15:15 | (11:3) Bericht |        |                    | Birchgrove Oval, Sydney Zuschauer: 400 Schiedsrichter: Lance Hansen |

| 5. August 15:15 | Newtown Jets  | 3 : 21 | Glebe | Metters Sports Ground, Sydney Zuschauer: 5.000 Schiedsrichter: Tom McMahon Sr. |
| 5. August 15:15 | (0:7) Bericht |        |       | Metters Sports Ground, Sydney Zuschauer: 5.000 Schiedsrichter: Tom McMahon Sr. |

| 5. August 15:15 | South Sydney Rabbitohs | 11 : 24 | Eastern Suburbs | Sydney Sports Ground, Sydney Zuschauer: 15.000 Schiedsrichter: Laurie Kearney |
| 5. August 15:15 | (8:7) Bericht          |         |                 | Sydney Sports Ground, Sydney Zuschauer: 15.000 Schiedsrichter: Laurie Kearney |

## Runde 12
| 12. August 15:15 | Annandale     | 11 : 7 | Balmain Tigers | Wentworth Park, Sydney Zuschauer: 700 Schiedsrichter: Tom McMahon Sr. |
| 12. August 15:15 | (6:2) Bericht |        |                | Wentworth Park, Sydney Zuschauer: 700 Schiedsrichter: Tom McMahon Sr. |

| 12. August 15:15 | Eastern Suburbs | 18 : 8 | Glebe | Sydney Sports Ground, Sydney Zuschauer: 16.000 Schiedsrichter: Laurie Kearney |
| 12. August 15:15 | (5:5) Bericht   |        |       | Sydney Sports Ground, Sydney Zuschauer: 16.000 Schiedsrichter: Laurie Kearney |

| 12. August 15:15 | Newtown Jets  | 8 : 14 | Western Suburbs Magpies | Metters Sports Ground, Sydney Zuschauer: 300 Schiedsrichter: Arthur Farrow |
| 12. August 15:15 | (6:8) Bericht |        |                         | Metters Sports Ground, Sydney Zuschauer: 300 Schiedsrichter: Arthur Farrow |

| 12. August 15:15 | North Sydney Bears | 6 : 13 | South Sydney Rabbitohs | North Sydney Oval, Sydney Zuschauer: 2.500 Schiedsrichter: A. Ballerum |
| 12. August 15:15 | (3:8) Bericht      |        |                        | North Sydney Oval, Sydney Zuschauer: 2.500 Schiedsrichter: A. Ballerum |

## Runde 13
| 19. August 15:15 | Eastern Suburbs | 8 : 5 | Annandale | Royal Agricultural Society Showground, Sydney Zuschauer: 3.000 Schiedsrichter: A. Ballerum |
| 19. August 15:15 | (0:5) Bericht   |       |           | Royal Agricultural Society Showground, Sydney Zuschauer: 3.000 Schiedsrichter: A. Ballerum |

| 19. August 15:15 | Glebe          | 41 : 2 | Balmain Tigers | Wentworth Park, Sydney Zuschauer: 4.000 Schiedsrichter: E. Shaw |
| 19. August 15:15 | (10:2) Bericht |        |                | Wentworth Park, Sydney Zuschauer: 4.000 Schiedsrichter: E. Shaw |

| 19. August 15:15 | North Sydney Bears | 17 : 12 | Newtown Jets | North Sydney Oval, Sydney Zuschauer: 1.000 Schiedsrichter: Tom McMahon Sr. |
| 19. August 15:15 | (15:5) Bericht     |         |              | North Sydney Oval, Sydney Zuschauer: 1.000 Schiedsrichter: Tom McMahon Sr. |

| 19. August 15:15 | South Sydney Rabbitohs | 20 : 7 | Western Suburbs Magpies | Sydney Sports Ground, Sydney Zuschauer: 2.500 Schiedsrichter: Laurie Kearney |
| 19. August 15:15 | (2:2) Bericht          |        |                         | Sydney Sports Ground, Sydney Zuschauer: 2.500 Schiedsrichter: Laurie Kearney |

## Runde 14
| 26. August 15:15 | Annandale      | 5 : 17 | Newtown Jets | Wentworth Park, Sydney Zuschauer: 500 Schiedsrichter: A. Ballerum |
| 26. August 15:15 | (5:14) Bericht |        |              | Wentworth Park, Sydney Zuschauer: 500 Schiedsrichter: A. Ballerum |

| 26. August 15:15 | Balmain Tigers | 9 : 3 | South Sydney Rabbitohs | Birchgrove Oval, Sydney Zuschauer: 1.000 Schiedsrichter: Laurie Kearney |
| 26. August 15:15 | (7:0) Bericht  |       |                        | Birchgrove Oval, Sydney Zuschauer: 1.000 Schiedsrichter: Laurie Kearney |

| 26. August 15:15 | Glebe          | 24 : 0 | Western Suburbs Magpies | Royal Agricultural Society Showground, Sydney Zuschauer: 3.500 Schiedsrichter: Tom McMahon Sr. |
| 26. August 15:15 | (13:0) Bericht |        |                         | Royal Agricultural Society Showground, Sydney Zuschauer: 3.500 Schiedsrichter: Tom McMahon Sr. |

| 26. August 15:15 | North Sydney Bears | 0 : 3 | Eastern Suburbs | North Sydney Oval, Sydney Zuschauer: 2.000 Schiedsrichter: E. Shaw |
| 26. August 15:15 | (0:3) Bericht      |       |                 | North Sydney Oval, Sydney Zuschauer: 2.000 Schiedsrichter: E. Shaw |